# Christian Corrêa Dionisio
Christian Corrêa Dionisio (Porto Alegre, 23 april 1975), ook wel kortweg Christian genoemd, is een Braziliaans voormalig betaald voetballer. Hij speelde doorgaans als centrumspits. 

## Braziliaans voetbalelftal
Christian Corrêa Dionisio debuteerde in 1997 in het Braziliaans nationaal elftal en speelde 11 interlands.